# Trollkarlen från Oz

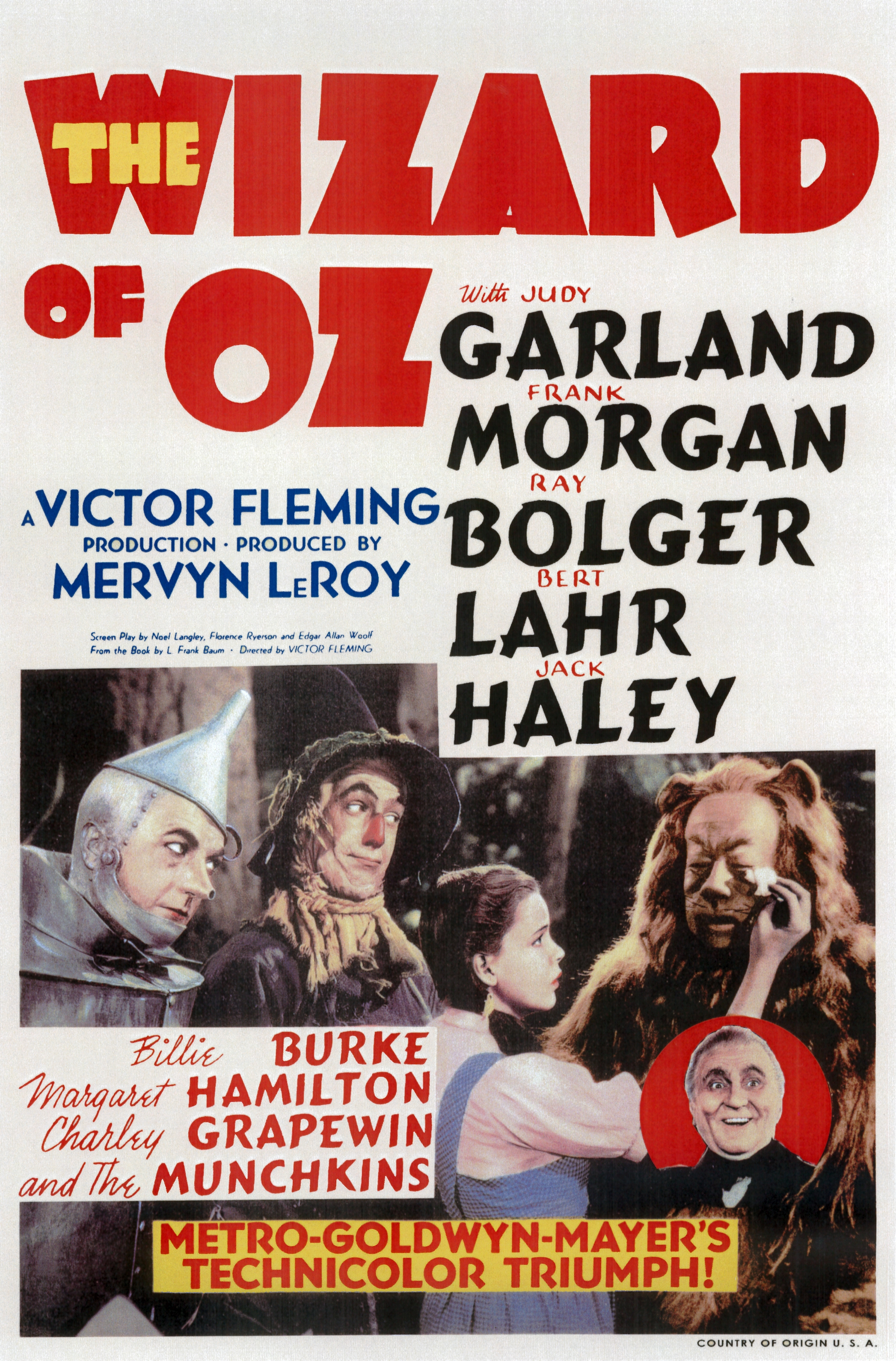
En av många affischer till filmen.

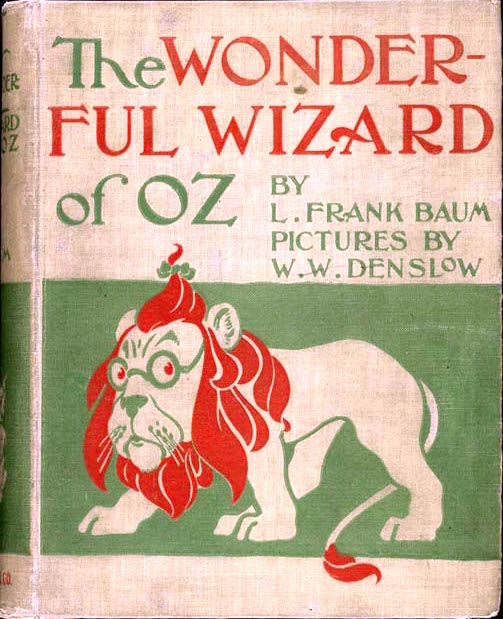
Omslag från 1900 till boken av L. Frank Baum.

Trollkarlen från Oz (engelska: The Wizard of Oz) är en amerikansk musikalfilm från 1939 i regi av Victor Fleming. Filmen är baserad på L. Frank Baums bok Trollkarlen från Oz från år 1900. I huvudrollen som Dorothy Gale ses Judy Garland. Filmen placerade sig på tredje plats på listan AFI's Greatest Movie Musicals.
År 1989 valdes filmen ut för att bevaras i National Film Registry av USA:s kongressbibliotek då den anses vara ”kulturellt, historiskt eller estetiskt betydelsefull”.

## Handling
Filmen inleds i sepia med flickan Dorothy Gale (Garland) som bor på en liten gård i Kansas med sin tant Em och farbror Henry. På gården finns också lantarbetarna Hunk, Hickory och Zeke, men inga andra barn i Dorothys egen ålder. En dag rusar Dorothy hemåt efter att hennes älskade hund Toto jagat en katt som tillhör traktens inflytelserika Miss Almira Gulch, som därefter hotar med att avliva Toto.
Ingen lyssnar på Dorothy och ingen vågar heller hindra den elaka miss Gulch från att ta Toto. Toto lyckas emellertid smita hem igen, och förtvivlad beslutar sig Dorothy för att rymma hemifrån med Toto. När hon och Toto vandrat en stund stöter hon på Professor Marvel, en kringresande fjärrskådare. Han ser i sin kristallkula att Dorothy rymt hemifrån och lyckas övertyga henne att återvända hem.
På vägen blåser en tornado upp, och väl hemma har alla satt sig i säkerhet i en jordkällare. Dorothy tar skydd i huset, men tornadon rycker upp det gamla trähuset i höjden och transporterar Dorothy, Toto och hela huset till det magiska landet Oz. Därefter övergår filmen till färg.
Dorothy får snart veta att den enda som kan hjälpa henne hem igen är Trollkarlen från Oz som bor i Smaragdstaden. På väg dit träffar hon på Fågelskrämman (Bolger), Plåtmannen (Haley) och det fega Lejonet (Lahr) som slår följe till Smaragdstaden för att besöka trollkarlen (Morgan).

## Rollista i urval
- Judy Garland - Dorothy Gale
- Frank Morgan - Professor Marvel /Dörrvakten/Kusken/Vakten/Trollkarlen från Oz
- Ray Bolger - Hunk/Fågelskrämman
- Bert Lahr - Zeke/Det fega lejonet
- Jack Haley - Hickory/Plåtmannen
- Billie Burke - Glinda, den goda Häxan från Norr
- Margaret Hamilton - Miss Almira Gulch/Den onda Häxan från Väst
- Charles Grapewin - Farbror Henry
- Clara Blandick - Tant Em
- Terry the Dog - Toto
- Pat Walshe - Flygande Apa
- The Singer Midgets - the Munchkins

## Om filmen

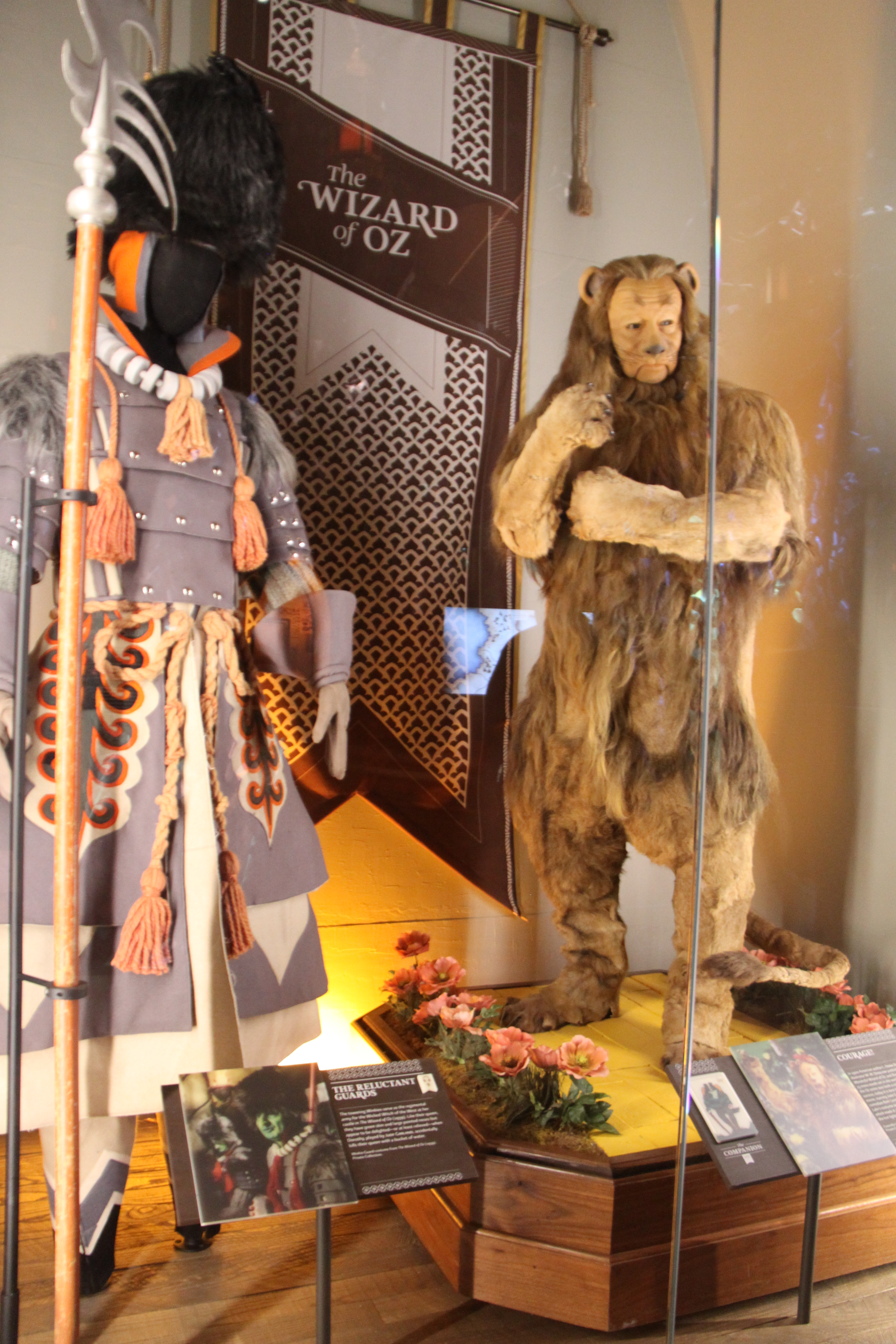
Kostymer från filmen.

Filmen hade svensk premiär den 2 januari 1940 och blev snabbt en stor succé. I konkurrens med Borta med vinden blev det ändå inte många Oscar premiäråret 1939 i USA, men filmen fick pris för bästa originalmusik och sången Over the Rainbow, som skrivits speciellt för Judy Garland, belönades med en Oscar för bästa sång.

## Musik i filmen
Musiken och sångtexterna i filmen skrevs av Harold Arlen och E.Y. "Yip" Harburg. Over the Rainbow, vilken de fick en Oscar för, är en av de mest kända låtar som skrivits för en film, men Trollkarlen från Oz innehåller en rad andra välkända sånger. Låtarna spelades in i en studio före filminspelningen. Buddy Ebsen som först var tänkt att spela rollen som Plåtmannen sjunger därför flera av sångerna trots att han inte är med i filmen.

### Sånger
- "Over the Rainbow"
- "Come Out,..."
- "It Really Was No Miracle"
- "We Thank You Very Sweetly"
- "Ding Dong the Witch Is Dead"
- "As Mayor of the Munchkin City"
- "As Coroner, I Must Aver"
- "The Lullaby League"
- "The Lollipop Guild"
- "We Welcome You to Munchkinland"
- "Follow the Yellow Brick Road"
- "If I Only Had a Brain"
- "We're Off to See the Wizard"
- "If I Only Had a Heart"
- "We're Off to See the Wizard"
- "If I Only Had the Nerve"
- "We're Off to See the Wizard"
- "The Merry Old Land of Oz"
- "If I Were King of the Forest"[3]

## Uppföljare
Efter 46 år (1985) fick filmen en uppföljare med titeln Oz - en fantastisk värld, där Dorothy gestaltas av Fairuza Balk. Under 2013 kom ytterligare en filmatisering, Oz: The Great and Powerful från Disney. Denna film är en prequel och ska utspela sig innan Dorothy kom till Oz första gången.

## Fler versioner
L. Frank Baums bok "Trollkarlen från Oz" har filmatiserats åtskilliga gånger och det finns alltså flera filmversioner av den. Den allra första filmversionen gjordes år 1910. Sedan dess har det gjorts många filmer av historien, både spelfilmer, tecknade filmer och miniserier. Miniserien Tin Man från år 2007 är löst baserad på filmen med Judy Garland. Det finns även en filmversion med Mupparna vid namn Mupparna och trollkarlen från Oz.
Filmen kom även ut som TV-spel till Super NES.

## Galleri

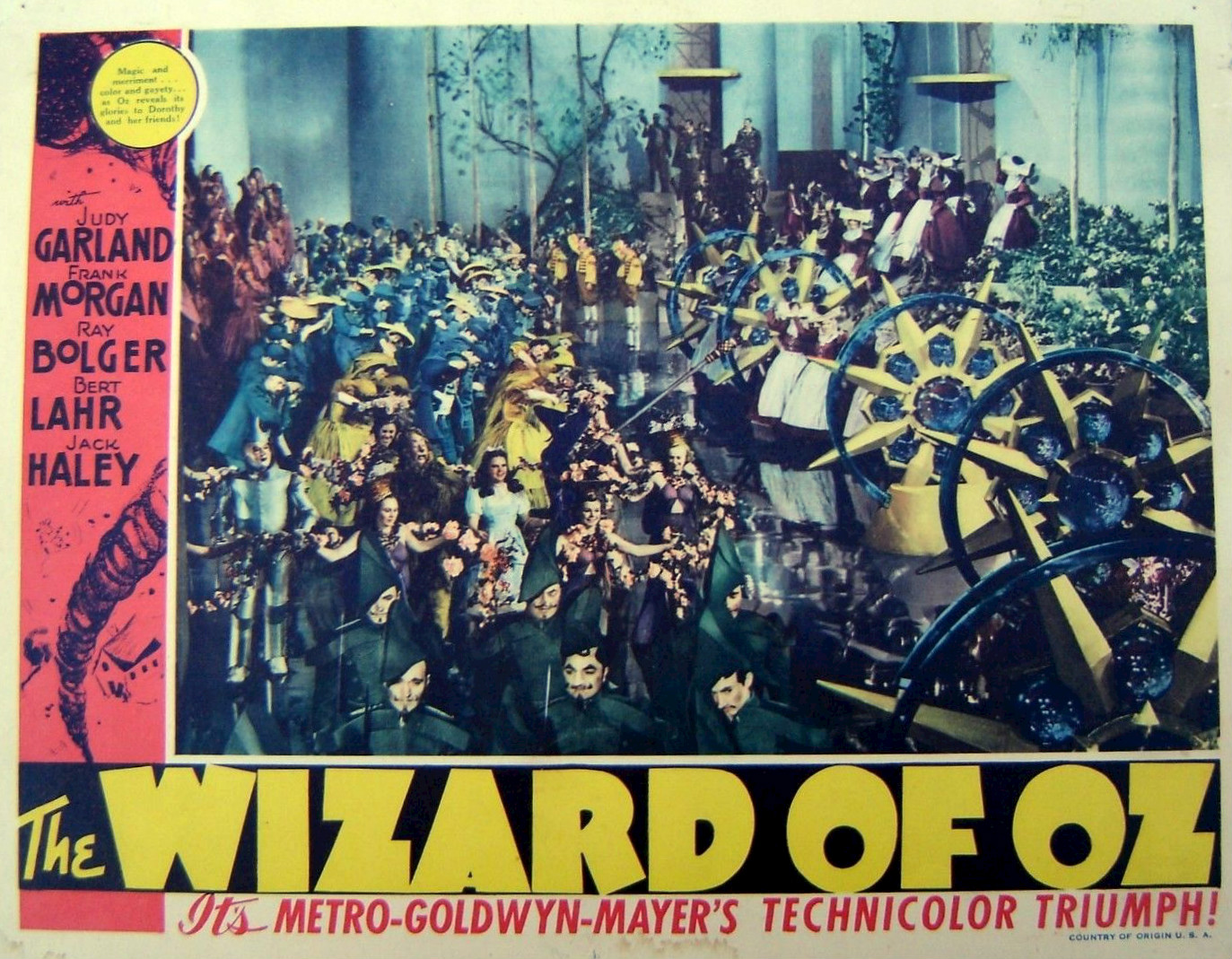
Poster.
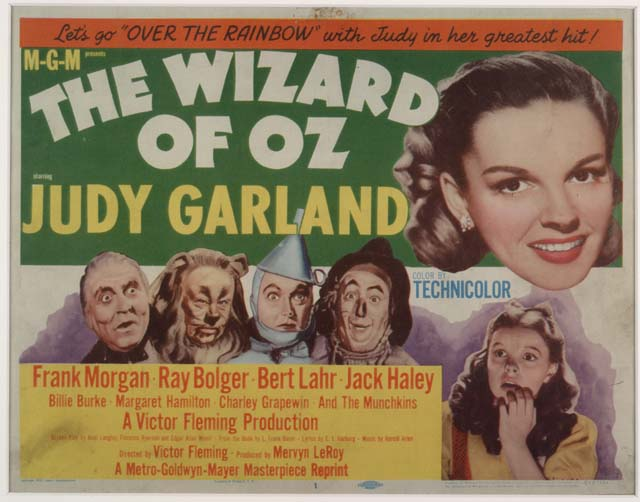
Poster.
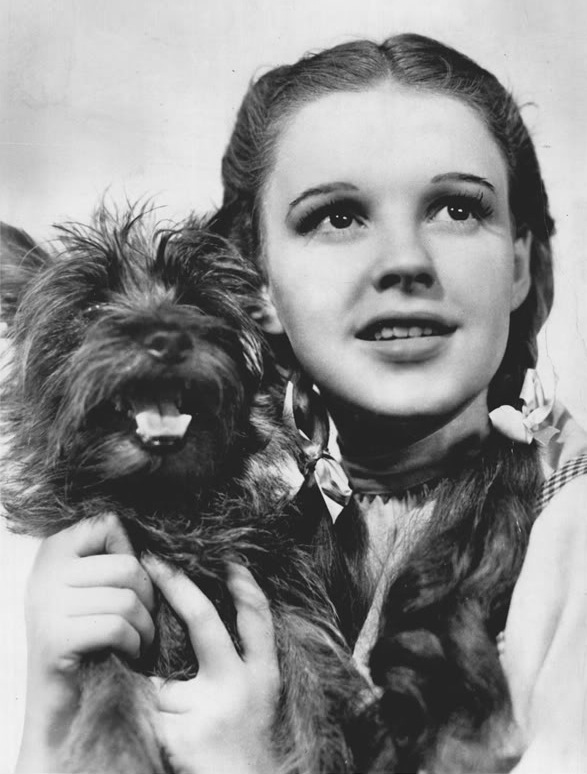
Dorothy Gale och Toto.
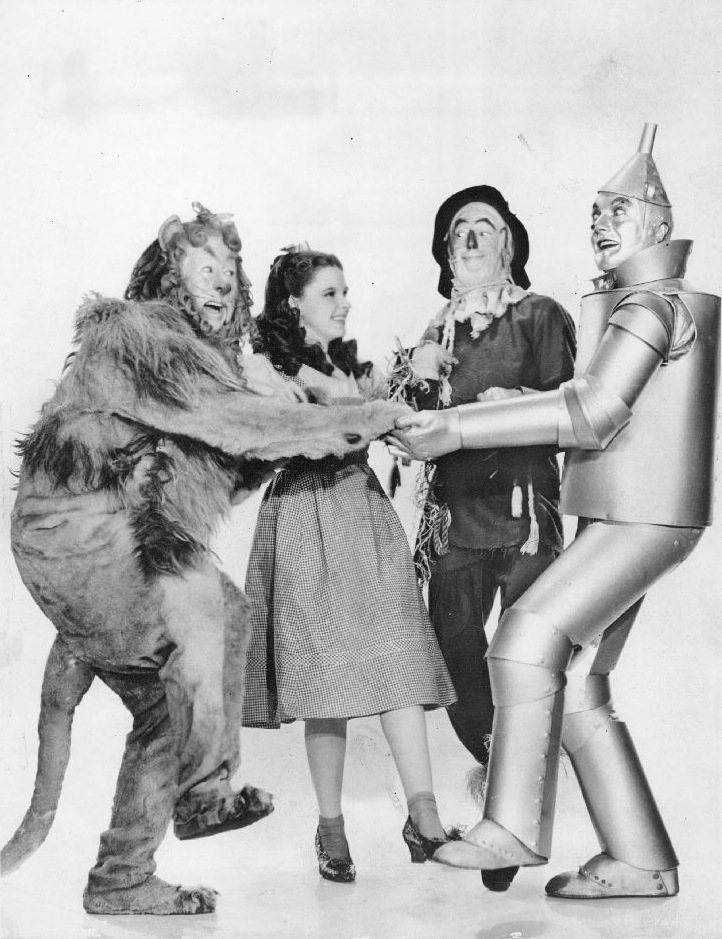
Huvudkaraktärerna i filmen.
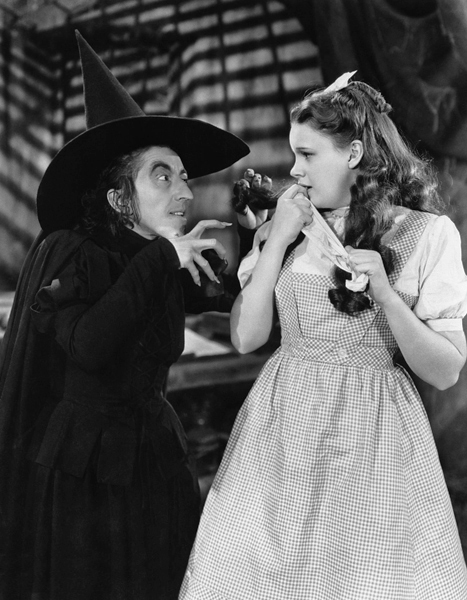
Dorothy möter häxan.
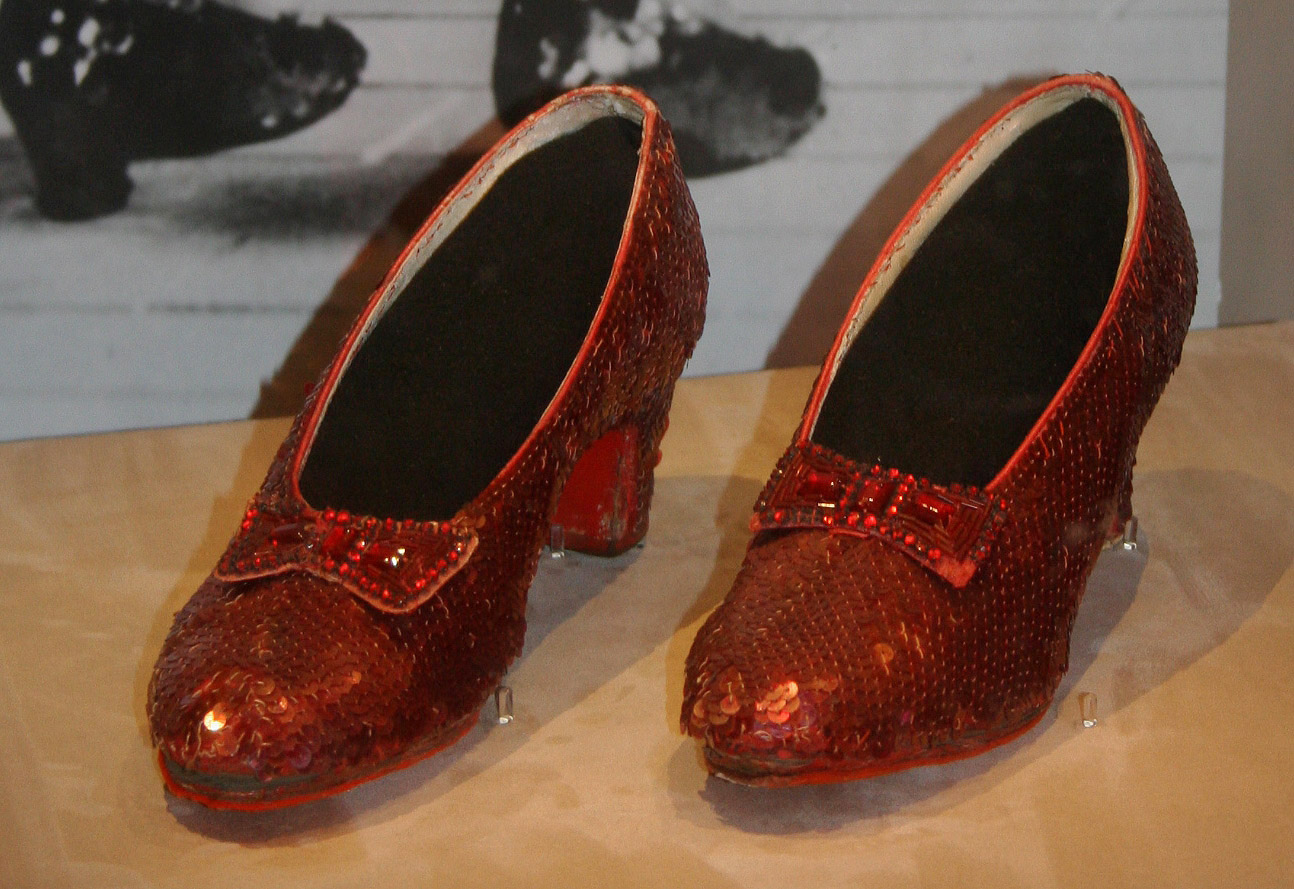
Dorothys rubinskor står i dag på National Museum of American History.
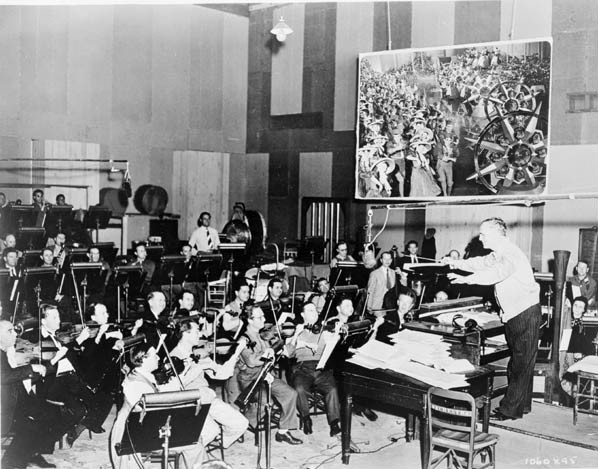
Herbert Stothart dirigerar the MGM Studio Orchestra.